# 対馬慎太郎
対馬 慎太郎（つしま しんたろう、1994年12月21日 - ）は日本の写真家。青森県弘前市出身。活動名はローマ字表記の「Shintaro Tsushima」。

## 概要
自らを「青森の絶景カメラマン」と称し、青森県内の風景写真を撮影する風景写真家。一眼レフを購入し、本格的に撮影を始めたのは2016年。東京カメラ部開催のフォトコンテスト、International Photography Awardsなどで受賞歴がある。カメラの愛用メーカーはNikon。

## 略歴
- 1994年（平成6年）、青森県弘前市で誕生。Instagramで青森県のアマチュアカメラマンの写真を見て、一眼レフカメラに興味を持ったのがきっかけで写真活動を始める。 2016年10月にNikon D3300を購入し、風景を撮り始めた。
- 弘前市（旧：岩木町）立岩木小学校、弘前市立津軽中学校、青森県立岩木高等学校卒業。学生時代は、サッカー部に所属していた。
- 2014年（平成26年）3月から2019年（平成31年/令和元年）5月まで、弘前市内にある観光施設「津軽藩ねぷた村」に勤務していた。自身も弘前ねぷたまつりに参加するほどの祭り好きである。「津軽藩ねぷた村」を退職後、同年に東京都内にあるIT企業に就職した。
- 2020年に屋号を「belu studio」（個人事業主）として開業。写真家の活動を主軸にWeb系の仕事も受注している。写真家の活動は、デジタルカメラマガジン（カメラ雑誌）への寄稿、テレビ出演、自身で発表する写真展などが主となっている。
- 2021年4月には、弘前市岩木地区地域おこし協力隊として弘前市にUターンしている。

## メディア出演・掲載

### テレビ出演
- 2020年11月19日放送 あっぷるワイド 「スゴいっきゃ」 （NHK青森放送局）
- 2021年10月17日・24日放送 サンデーLive!!（テレビ朝日）お天気コーナー内での写真・映像提供
- 2022年1月22日放送 「KinKi Kidsのブンブブーン」（フジテレビ）写真提供
- 2022年2月3日放送 スーパーJチャンネルABA「絶景カメラマンの世界」（青森朝日放送）
- 2022年4月2日放送 「あおもりもりもり」（NHK青森放送局）初回放送 ゲスト出演
- 2022年4月23日放送 「あおもりもりもり」（NHK青森放送局）中継出演
- 2022年9月24日放送 夢はここから生放送 ハッピィにスタジオゲストとして出演（青森朝日放送）
- 2022年12月24日放送 NHK青森「あおもりもりもり」中継出演
- 2023年4月7日〜 RAB（青森放送）「1550ニュースレーダー With」内「パシャロケ！」（コーナー）でレギュラー出演（対馬せんせー役）

### ラジオ出演
- 2021年7月29日放送 「津軽いじん館」（エフエムアップルウェーブ）
- 2021年8月31日放送 「ゆうらじ！Hachinohe」（BeFM）
- 2022年11月29日放送 BeFM インタビュー放送
- 2022年12月15日放送 「ラジMOTT!」（エフエム青森）

### 本・雑誌掲載
- 2020年11月号 デジタルカメラマガジン「1万円で行く写真旅」
- 2020年12月号 デジタルカメラマガジン「日本絶景77」
- 2021年4月号 デジタルカメラマガジン「Nikon Z 7IIに決めた理由」
- 2021年5月号 デジタルカメラマガジン「美しい色彩風景」
- 2021年10月号 デジタルカメラマガジン「東日本・西日本紅葉ベスト10」
- 2022年1月25日 出版 地元写真家がいちばん見せたい にっぽんの絶景（出版：玄光社）
- 2022年6月号 デジタルカメラマガジン「初夏の彩りをより美しくする撮影テク&レタッチが満載！夏色を探して」
- 2022年8月号 デジタルカメラマガジン「Nikon Z 30」
- 2023年1月号 デジタルカメラマガジン「[総力特集]日本の絶景写真100掲載」

### 新聞掲載（紙面）
- 2020年9月9日 弘前・岩木山神社が「お山参詣」の新しい参拝方法、SNSで呼び掛け
- 2020年12月21日 デーリー東北新聞社 文化紙面 特集掲載
- 2021年1月1日 陸奥新報 特集掲載
- 2021年7月18日 対馬慎太郎 写真展 「燦たる青森」 開催（陸奥新報）
- 2022年3月2日 陸奥新報 掲載
- 2022年11月28日 東奥日報 掲載

### Webメディア掲載
- ニッコールレンズユーザーズギャラリー｜NIKKOR×東京カメラ部[1]
- 2020年12月24日 青森県内の絶景カレンダー「美しい青森」　写真愛好家対馬慎太郎さんが撮影（八戸経済新聞）[2]
- 2021年3月31日 デジカメWacth「精密な描写と広いダイナミックレンジが、美しい地元の魅力を伝えてくれる…対馬慎太郎さん」[3]
- 2021年6月18日 マイナビニュース「【絶景!】「美しき青森」地元・青森を愛するカメラマンが撮った写真が見事 - 「涙が出るくらい美しい」「帰りたくなる」の声」[4]
- 2021年7月3日 海と日本PROJECT in 青森県【まだ見ぬ絶景を求めて】海と自然を愛する「青森の絶景カメラマン」対馬慎太郎さん[5]
- 2021年7月17日 「青森の絶景」カメラマン 地元で個展開催」（アップルストリーム：エフエムアップルウェーブが運営するメディアサイト）[6]
- 2021年8月19日 八戸「はっち」で青森県の絶景写真展「燦たる青森」　弘前市在住の対馬さんが個展（八戸経済新聞）[7]
- 2022年8月9日 grape掲載「なぜだか涙が」３年ぶり開催『青森ねぶた祭』の１枚に胸が熱くなる[8]
- 2022年9月21日 Nikon「NIKKOR Z 17-28mm f/2.8」のスペシャルコンテンツページ作例担当[9]
- 2023年4月11日 NICO STOP（Nikonが運営するWebメディア）で、「青森県のオススメ撮影スポット16選 – 地元を撮り続ける風景写真家が伝えたい、美しい四季の絶景」として記事が掲載される

## 地域おこし協力隊としての活動
- 2021年6月14日 岩木地区IT・Web知識向上セミナー開催
- 2021年7月29日 岩木地区スマホセミナー開催
- 2021年11月6日・20日 弘前市の魅力を発信する「SNS情報発信講座」にて講師担当（主催：弘前市役所 広聴広報課）
- 2022年8月7日 弘前市ソーシャルメディアクリエイター養成講座にて講師担当（主催：弘前市役所 広聴広報課、協力：ニコンイメージングジャパン）
- 2022年8月10日 現代セミナー弘前 講話（主催：弘前市立中央公民館）
- 2022年10月29日・11月5日 かっこいい大人養成講座２（主催：弘前市立中央公民館）
- 2023年3月16日〜21日 写真展「IWAKI」開催

## 写真家としてのイベント
- 2018年 ボンボンナイト （青森県で活躍するフォトグラファーによるグループ展）
- 2019年8月 100人が彩るフォトブック展（主催：しまうまプリント、開催場所：二子玉川 蔦屋家電）
- 2019年3月 青森の美しい村写真展（開催場所：鳴海要記念陶房館）
- 2020年1月17日〜19日 第5回 TSUGARU PHOTO MEETING 写真展 （主催：TSUGARU PHOTO MEETING 写真展実行委員会）
- 2021年 対馬慎太郎 写真展 「燦たる青森」 開催。初の個展となり、弘前市（鳴海要記念陶房館 2021年7月18日〜8月1日）、青森市（青森県観光物産館アスパム 2021年10月2日〜8日）、八戸市（八戸ポータルミュージアム はっち 2021年11月12日〜14日）を巡回。
- 2022年7月24日〜8月31日 写真展「山と生きる」開催（開催場所：Spicy&Creamy 藤崎店）
- 2022年7月17日〜8月31日 青森、弘前、八戸の祭りの世界観が酒蔵いっぱいに広がる「青森おまつり空間展〜ともしび〜」 展示参加 （開催場所：八戸酒造）